# Польская кошениль
Польская кошениль (лат. Porphyrophora polonica) — вид полужесткокрылых насекомых из семейства Margarodidae.

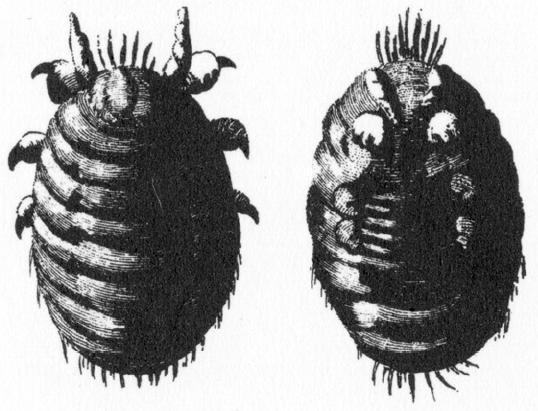

Тело самок широкоовальное, длиной 1,5—6,6 мм, красного или вишнёво-фиолетового цвета. Глаза хорошо развиты. Ноги большие, особенно передние, роющие, с большим коготком.
Самцы длиной 2,25—3,5 мм голубовато-фиолетового цвета. Тело покрыто длинными щетинками. Передние ноги короткие, задние — длинные, лапки имеют коготок.
В год бывает одно поколение. Личинки зимуют в яйцевых мешках. После пробуждения личинки передвигаются в поисках кормовых растений, растущих на песчаных и сухих почвах. Важнейшим кормовым растением наряду с другими растениями из 20 родов является дивала многолетняя. Следующими важными растениями являются ястребинка волосистая, смолёвка обыкновенная, полевица собачья, грыжник гладкий и лапчатка. По их стеблям личинки спускаются к корням, превращаются в неподвижные шаровидные «цисты» синего или фиолетового цвета. Развитие продолжается до середины июля. Взрослые насекомые появляются в июле—начале августа. Самцы погибают вскоре после спаривания. Оплодотворённая самка зарывается в почву и в течение нескольких суток откладывает 300—700 яиц в яйцевой мешок, после чего погибает. Личинки появляются через месяц.
Изначально вид был распространён во всей Палеарктике и его ареал охватывал территорию от Франции и Англии до Китая. Хозяйственное значение на большей части Евразии имело промышленное производство красной краски (кармина) из «цист» польской кошенили. На каждом отдельном растении имелось всего 40 особей насекомого. Поэтому приходилось собирать тысячи растений, чтобы собрать необходимое количество насекомых. Поскольку в Европе красителей красного цвета было недостаточно, краска из кошенили пользовалась большим спросом. Своё значение она утратила, когда из Центральной Америки начали массово импортировать местный вид кошенили.
Чрезмерное использование, а также изменение среды обитания привели к исчезновению вида. Вид занесён в Красную книгу Беларуси, Красные книги Украины и Казахстана.